# Атлантида (фільм, 1913)
«Атлантида» (дан. Atlantis) — німий чорно-білий данський фільм 1913 року, поставлений режисером Аугустом Бломом за однойменним романом лауреата Нобелівської премії з літератури Гергарта Гауптмана (1912).

## Сюжет
Фрідріх фон Каммахер, молодий німецький лікар (Олаф Фьонсс), вимушений помістити свою дружину, що з'їхала з глузду, в лікарню, закохується в танцівницю і супроводжує її в гастрольній поїздці по США. По дорозі назад в Атлантичному океані вони зазнають корабельної аварії, що відбувається у суто драматичній обстановці. Лікареві вдається врятувати танцівницю, яка в Нью-Йорку поводилася дуже легковажно, після чого він кидає її і вирушає в гори, де серйозно захворює при звістці про смерть дружини. Вдівця виліковує кохання молодої художниці, яка рятує йому життя, він одружується на ній і знаходить, нарешті, щастя у шлюбі…

## У ролях
| Олаф Фьонсс      | ···· | доктор Фрідріх фон Каммахер    |
| Іда Орлов        | ···· | Інгігерд Халстрьом, танцівниця |
| Ебба Томсен      | ···· | Єва Барнс                      |
| Карл Лаурітцен   | ···· | доктор Шмідт                   |
| Фредерік Якобсен | ···· | доктор Георг Расмуссен         |
| Чарльз Унтан     | ···· | Артур Стосс, безрукий чоловік  |
| Торбен Меєр      | ···· | Віллі Снайдерс, художник       |
| Свенд Білле      | ···· |                                |
| Олуф Біллесборг  | ···· |                                |
| Майя Б'єрре-Лінн | ···· |                                |

## Виробництво

### Знімальна група
- Автор сценарію — Ексель Гарде, Карл-Людвіг Шредер (за романом Гергарта Гауптмана)
- Режисер-постановник — Аугуст Блом
- Продюсер — Оле Ольсен
- Композитор — Роберт Ізраель (1998)
- Оператор — Йохан Анкерстьєрне

Власник компанії Nordisk Film і продюсер Оле Ольсен викупив право екранізації роману відомого драматурга Гергардта Гауптмана «Атлантида» за 20 000 марок і 10 відсотків прибутку. Режисер фірми Аугуст Блом створив фільм завдовжки в 3 000 метрів, знімання якого обійшлося в 500 000 марок і тривало чотири місяці. Для участі у фільмі були залучені Олаф Фьонсс — найвизначніший актор Nordisk, Ебба Томсен, Фредерік Якобсен, Карл Лаурітцен та Іда Орлов з віденського «Бурґтеатру» і 80 найвідоміших акторів з копенгагенських театрів.
У стрічці знімали справжній океанський і декілька інших пароплавів, причому було насправді затоплено старе судно.

## Вихід на екран
20 грудня 1913 році фільм вийшов на екрани Німеччини, 26 грудня того ж року — Данії. У Німеччині, де Олаф Фьонсс і Гергардт Гауптман були дуже популярними, «Атлантида» мала величезний успіх. У Англії і Франції фільм сподобався менше, оскільки його інтригу вважали туманною і розпливчатою. Про успіх цього фільму в Німеччині свідчить те, що німецькі кінопромисловці пізніше випустили декілька його варіантів («Атлантик», 1930, «Титанік», 1943), та ін.).